# Louis Wolheim
Louis Wolheim (28 de marzo de 1880 – 18 de febrero de 1931) fue un actor teatral y cinematográfico de nacionalidad estadounidense, cuya carrera transcurrió en la época del cine mudo. Su aspecto físico duro le relegó a la interpretación, principalmente, de personajes como matones y malvados, aunque su talento le permitió destacar como actor teatral.

## Inicios
Su nombre completo era Louis Robert Wolheim, y nació en Nueva York, Estados Unidos. Se formó en la Universidad Cornell, graduándose en ingeniería y enseñando después matemáticas, siendo durante 6 años profesor en Cornell. Pese al aspecto que desprendía su rugoso rostro, Wolheim era un hombre culto e inteligente, y hablaba francés, alemán, español y yidis. Según el mismo Wolheim, mientras estaba en Cornell sufrió una lesión en su nariz jugando al fútbol y, también en ese mismo día, tomando parte en una pelea, quedándole unas secuelas estéticas que le hicieron inconfundible. Tras la entrada de los Estados Unidos en la Primera Guerra Mundial, Wolheim se alistó, encontrándose en el Campamento Zachary Taylor en Louisville, Kentucky, cuando finalizaron las hostilidades.

## Carrera
En 1914, y siguiendo los consejos de Lionel Barrymore y John Barrymore, Wolheim empezó a trabajar en el cine. Ambos hermanos le habían invitado a actuar en la obra de 1919 The Jest, protagonizada por ellos. Wolheim actuaría en al menos tres cintas junto a John Barrymore, Dr. Jekyll and Mr. Hyde (1920), Sherlock Holmes (1922) y Tempest (1928). La temible cara de Wolheim le encasilló de manera casi inmediata a la interpretación de gánsteres, verdugos (como en el film de D.W. Griffith Las dos huérfanas) o prisioneros. Hacia finales de los años 1920 rompió ocasionalmente el estereotipo, encarnando a un cómico oficial ruso en Tempest y a un pendenciero sargento en la película producida por Howard Hughes Hermanos de armas. También fue un gánster en la espléndidamente fotografiada cinta La horda (con Thomas Meighan y Marie Prevost), igualmente producida por Hughes.

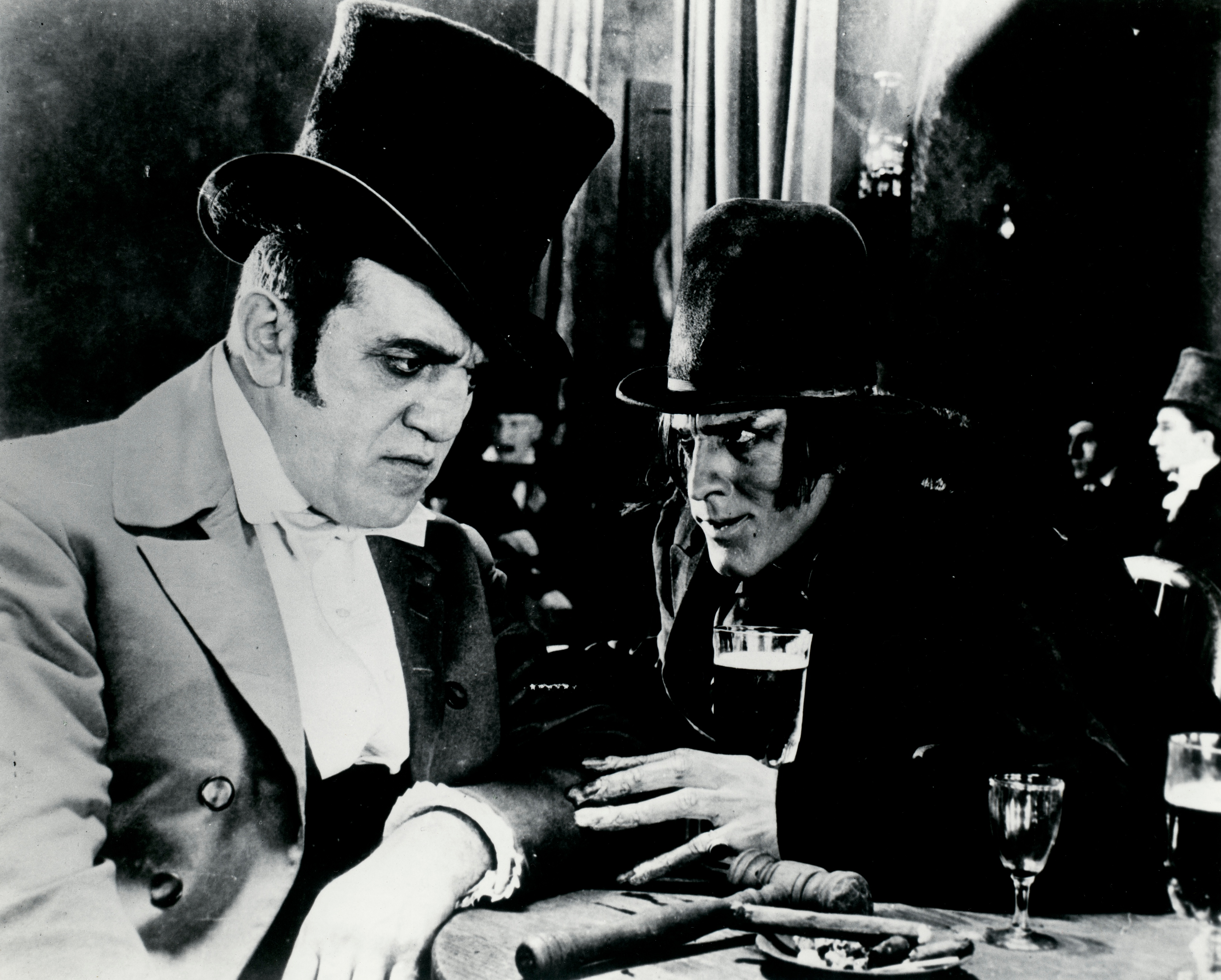
Wolheim junto a John Barrymore en Dr. Jekyll and Mr. Hyde (1920).

Empezando con su actuación en la obra de los Barrymore The Jest, Wolheim intervendría en diez piezas representadas en Broadway entre 1919 y 1925. Fue muy aplaudida su actuación en The Hairy Ape (1922), de Eugene O'Neill. Su última actuación teatral fue como protagonista de What Price Glory? en 1925. La obra se adaptó dos años más tarde al cine, encarnando Victor McLaglen al personaje de Wolheim. En 1922, con su buen francés, Wolheim tradujo al inglés la obra de Henri Bernstein The Claw, la cual su amigo Lionel Barrymore interpretó con éxito en Broadway.
Casi toda la carrera cinematográfica de Wolheim se desarrolló en el cine mudo, ya que su súbita muerte a finales de dicha era le impidió trabajar más en el cine sonoro. Aun así, antes de morir participó en algunas cintas sonoras, entre ellas Sin novedad en el frente (con Lew Ayres y John Wray) y Danger Lights (ambas de 1930). Wolheim trabajó también en el guion de The Greatest Power, cinta en la que actuaba Ethel Barrymore. Su última actuación llegó en The Sin Ship, película con Mary Astor y Ian Keith en la que por única vez cumplió la función de dirección. Esta película se estrenó en abril de 1931, tras haber fallecido Wolheim, aunque el cineasta ya había decidido no volver a dirigir.

## Muerte
Mientras se preparaba para actuar en The Front Page, Wolheim falleció de manera súbita el 18 de febrero de 1931 en Los Ángeles, California. Había estado perdiendo mucho peso para poder hacer el papel, y en aquel momento se atribuyó su muerte a dicha circunstancia. Sin embargo, fuentes modernas afirman que falleció a causa de un cáncer de estómago. Fue reemplazado en el reparto de The Front Page por Adolphe Menjou. Sus restos fueron incinerados, y las cenizas depositadas en el Cementerio Hollywood Forever, en Los Ángeles.

## Selección de su filmografía
(como actor, salvo que se mencione lo contrario)
- 1916 : The Sunbeam, de Edwin Carewe
- 1917 : The End of the Tour, de George D. Baker
- 1917 : The Millionaire's Double, de Harry Davenport
- 1917 : The Eternal Mother, de Frank Reicher
- 1917 : The Avening Trail, de Francis Ford
- 1918 : The House of Hate, de George B. Seitz
- 1918 : The Eyes of Mystery, de Tod Browning
- 1918 : A Pair of Cupids, de Charles Brabin
- 1919 : The Darkest Hour, de Paul Scardon
- 1920 : Dr. Jekyll and Mr. Hyde, de John S. Robertson
- 1921 : Experience, de George Fitzmaurice
- 1921 : Las dos huérfanas, de D.W. Griffith
- 1922 : Sherlock Holmes, de Albert Parker
- 1922 : The Face in the Fog, de Alan Crosland
- 1923 : Little Old New York, de Sidney Olcott
- 1923 : Love's Old Sweet Song, de J. Searle Dawley
- 1923 : The Go-Getter, de Edward H. Griffith
- 1924 : The Uninvited Guest, de Ralph Ince
- 1924 : America, de D.W. Griffith
- 1924 : The Story Without a Name, de Irvin Willat
- 1925 : Lover's Island, de Henri Diamant-Berger
- 1927 : El capitán Sorrell, de Herbert Brenon
- 1927 : Hermanos de armas, de Lewis Milestone
- 1928 : Tempest, de Sam Taylor
- 1928 : The Awakening, de Victor Fleming
- 1928 : La horda, de Lewis Milestone
- 1928 : The Shady Lady, de Edward H. Griffith
- 1929 : Square Shoulders, de E. Mason Hopper
- 1929 : Frozen Justice, de Allan Dwan
- 1929 : The Wolf Song, de Victor Fleming
- 1929 : Condemned, de Wesley Ruggles
- 1930 : The Silver Horde, de George Archainbaud
- 1930 : The Ship from Shanghai, de Charles Brabin
- 1930 : Sin novedad en el frente, de Lewis Milestone
- 1930 : Danger Lights, de George B. Seitz
- 1931 : Gentleman's Fate, de Mervyn LeRoy
- 1931 : The Sin Ship (+ director)

## Teatro (Broadway)

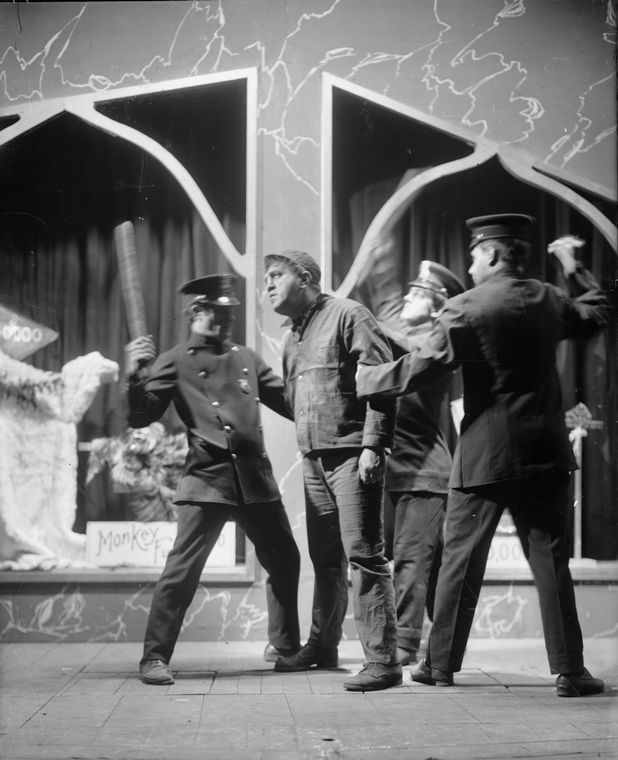
En The Hairy Ape (1922)

(como actor, salvo mención contraria o complementaria)
- 1919-1920 : The Jest, adaptación de Edward Sheldon de una novela de Sem Benelli, con John y Lionel Barrymore
- 1920 : The Letter of the Law, de Eugène Brieux, con Lionel Barrymore
- 1920-1921 : The Broken Wing, de Paul Dickey y Charles W. Goddard, con George Abbott y Charles Trowbridge
- 1921 : The Fair Circassien, de Gladys Unger, con Dennis King
- 1921-1922 : The Claw, de Henri Bernstein, con Lionel Barrymore y Ian Wolfe (solo adaptación, en colaboración con Edward Delaney Dunn)
- 1921-1922 : Die Puste Kretshme, de Peretz Hirshbein, con Sam Jaffe, Edward G. Robinson (+ adaptación, en colaboración con Isaac Goldberg)
- 1922 : The Hairy Ape, de Eugene O'Neill, con Henry O'Neill
- 1924 : Macbeth, de William Shakespeare, con Douglass Dumbrille
- 1924 : Catskill Dutch, de Roscoe W. Brink
- 1924-1925 : What Price Glory, de Maxwell Anderson y Laurence Stallings, con Luis Alberni, William Boyd, Brian Donlevy, Fay Roope y George Tobias